# Horst Bredekamp
Horst Bredekamp (n. 29 aprilie 1947, Kiel, Zona de ocupație britanică a Germaniei⁠(d)) este istoric și filosof al artei. A studiat istoria artei, arheologia, filosofia și sociologia la Kiel, München, Berlin și Marburg. A fost profesor la Universitatea din Hamburg (1982-1993), iar apoi la Universitatea „Humboldt” din Berlin (începând cu 1993). De asemenea, a fost invitat al multor instituții prestigioase de cercetare: Institute for Advanced Studies, Princeton (1991), Wissenschaftskolleg zu Berlin (1992), Getty Center, Los Angeles (1995 și 1998), Collegium Budapesta (1999).

## Opera
Printre cărțile sale se numără: Antikensehnsucht und Maschinenglauben. Die Geschichte des Kunstammers und die Zukunft der Kunstgeschichte [Nostalgia Antichității și cultul mașinilor. Istoria cabinetului de curiozități și viitorul istoriei artei] (1993), Thomas Hobbes Visuelle Strategien [Strategiile vizuale ale lui Thomas Hobbes] (1999), Florentiner Fusball: Die Renaissance der Spiele [Fotbalul florentin: Renașterea jocului] (2001), Die Fenster der Monade. Gottfried Wilhelm Leibniz’s Theater der Natur und Kunst [Fereastra monadei. Teatrul naturii și artei al lui Gottfried Wilhelm Leibniz] (2004), Darwins Korallen [Coralii lui David] (2005), Bilder bewegen. Von der Kunstkammer zum Endspiel [Imagini mișcate. De la cabinetul de curiozități la sfîrșit de partidă] (2007), Galilei der Künstler [Galilei artistul] (2007), Leibniz und die Revolution der Gartenkunst [Leibniz și revoluția artei grădinilor] (2012).

## Ediții în limba română
- Actul de imagine, trad. de Andrei Anastasescu, Editura Tact, Cluj-Napoca, 2018.
- Nostalgia antichității și cultul mașinilor. Istoria cabinetului de curiozități și viitorul istoriei artei, trad. de Maria Magdalena Anghelescu, Editura Idea, Cluj-Napoca, 2007.